# 郡山市立芳山小学校
郡山市立芳山小学校（こおりやましりつ ほうざんしょうがっこう）は、福島県郡山市長者にある公立小学校。

## 概要
- 郡山市の市街地に位置。
- 教育の理念は敬・信・愛。「豊かな心とたくましい体をもち、創造性あふれる芳山の子ども」を教育目標に掲げている。
- 「かおりの園 芳山小」と校舎にロゴがあり、児童もかおりっ子と総称するなど、かおりというワードが多く使用されている。
- 1年生～6年生の縦割り班である「かおりのきょうだい」が存在し、かおりのピクニック等の行事が年に組まれている。学年ごとのふるさと登山といった行事も行われる。
- 芳山小学校オリジナルキャラクターのユリタンが存在する。ユリの花をモチーフにしたキャラクターである。

## 沿革
- 1900年4月 - 安積郡郡山町立郡山第二尋常高等小学校として現在の芳山公園の場所(虎丸町)に開校。当時の児童は女子のみ。
- 1925年 - 郡山市立郡山第二尋常高等小学校に改称。
- 1928年 - 1年生に男子が収容され、共学となる。
- 1934年 - 校歌制定。
- 1941年 - 郡山市立芳山国民学校に改称。
- 1947年 - 現在の郡山市立芳山小学校に改称。
- 1950年 - 新しい校歌が作られる。
- 1963年 - 校舎が現在の場所(長者)に移転。
- 2000年 - 創立100周年。これを記念し校内に「かおりのこみち」が造園し、賛歌もつくられる。

## 校歌
- 「校歌」(作詞：勝承夫 作曲：海鉾義美)
- 芳山小賛歌「夢は世界に」（作詞：津田智 作曲：望月浩吉）

## 学区
- 虎丸町全域、神明町全域、清水台1丁目6番～8番、清水台2丁目、長者1丁目、長者2丁目1番～13番、長者3丁目1番～4番・8番、麓山2丁目、咲田2丁目1番・2番、豊田町全域、開成1丁目2番～4番などなど

## 進学先中学校
- 郡山市立郡山第二中学校

## 交通
- JR東日本郡山駅から約1.5km（徒歩20分）
- 福島交通バスでバス停二中前で下車し、徒歩3分

## 周辺
- 福島県立安積黎明高等学校
- 郡山市立郡山第二中学校
- さくら通り
- ザ・モール郡山